# Malva arborea
Malva arborea és un petit arbust de la família de les malvàcies. Anteriorment anomenada Lavatera arborea, o, més recentment Malva eriocalyx, és una espècie de malva oriünda de les costes d'Europa occidental i la regió mediterrània, de les Illes Britàniques i pel sud fins a Algèria i Líbia, i de l'est a Grècia. Tot i que considerada durant molt de temps una espècie del gènere Lavatera, les anàlisis genètiques i morfològiques conduïdes per Martin Forbes Ray, publicades el 1998, plantejà la re-classificació al gènere Malva, anomenant-la Malva dendromorpha M.F.Ray. Tanmateix el nom primigeni Malva arborea L. (Webb & Berthol.) publicat anteriorment té prioritat davant de Malva dendromorpha. El seu nom genèric, Malva prové del llatí malva, mot emprat en l'Antiga Roma per a denominar diverses menes de malves, principalment Malva sylvestris, però també Althaea officinalis i la pròpia Malva arborea. L'epítet llatí significa arborescent o llenyós.

## Morfologia

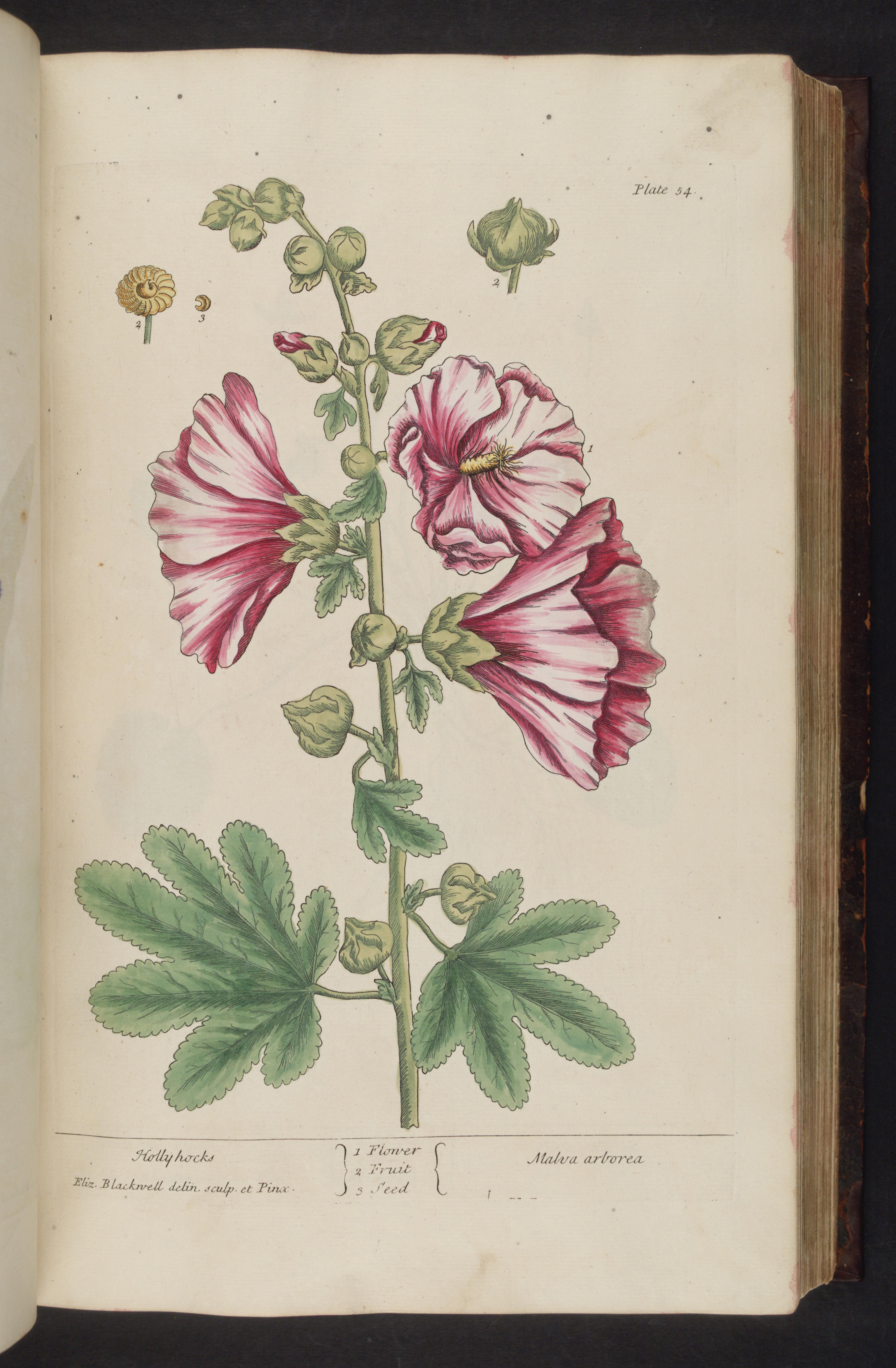
Il·lustració botànica

Nanofaneròfit d'1 a 3 metres d'alçària, pot tenir cicle anual, biennal, triennal o bé perenne. La tija es de color verd marronós, llenyosa a la base. Les fulles fan uns 10 centímetres i són palmades i recorden a les fulles dels geranis. Les flors apareixen durant la primavera, són vistoses i d'un color rosat. Al arribar la tardor generalment la planta mor. Es distingeix de les altres malvàcies per la seva mida, molt més gran que la resta, i perquè la calícula és molt més llarga que el calze.
És un arbust que creix fins als 0,5-2 m (rarament 3 m) d'alçada. Les seves fulles tenen forma orbicular, de 8-18 cm de diàmetre, palmato-lobades amb entre cinc i nou lòbuls, i un marge serrat grossament. Les flors amiden 3-4 cm de diàmetre, d'un color rosa fosc a morat i creixen en grups axil·lars fasciculats de dos a set. Creix principalment en localitats exposades als efectes marítims, sovint en illes petites, i rarament a l'interior.

## Ecologia
És una planta de distribució pluriregional, estesa en zones de clima mediterrani i atlàntic. Habita penya-segats litorals i zones ruderals preferiblement nitrificats, és una planta nitròfila i ornitocopròfita (viu en zones amb excrements d'ocells); a més també és una planta molt tolerant a la influència salina. Als Països Catalans la trobem a les províncies costaneres de Catalunya, País Valencià i a totes les illes Balears, incloent Cabrera.
M. arborea tolera l'aigua de mar en grau variable, a fins a 100% aigua de mar en el seu hàbitat natural, excretant la sal a través de glàndules a les seves fulles. Aquesta tolerància a la salinitat pot ser un avantatge competitiu enfront espècies d'interior en àrees costaneres. Es creu que el seu nivell de tolerància a la salinitat pot millorar-se mitjançant l'elevat contingut de fosfat, essent l'enriquiment amb guano particularment beneficiós.
Es creu que les llavors de M. arborea poden ser transportades al llarg de les àrees costaneres pels corrents marins que transporten els fruits, i per les aus marines. Les llavors, envoltades per una càpsula impermeable, poden ser viables durant anys, fins i tot després d'una llarga immersió en aigua salada.

## Efecte pertorbador
La recent expansió de M. arborea a les illes escoceses està desplaçant la vegetació nativa, i s'associa a la reducció de les poblacions de Fratercula arctica a les àrees afectades. La planta forma densos poblament denses al llarg de les costes d'illa que inhibeixen la posta, i causa l'abandonament d'aquest animals.
L'estudi "Crested and Caspian Terns that nest in the open are closed out by the canopy, and Little Penguins (Eudyptula minor) and Bridled Terns (Sterna anaethetus) are excluded by the lack of undergrowth" ha postulat que la seva extensió a les illes australianes a les dècades recents ha reduït la biodiversitat, la retenció del sòl, i l'hàbitat d'aus marines.

## Usos
Les fulles de l'espècie són utilitzades en medicina basada en herbes per a tractar esquinços, xopant-los en aigua calenta i aplicant cataplasmes a l'àrea el afectada. S'ha postulat que els faroners podrien haver-la estès a algunes illes britàniques per a usar-la com a cataplasma i per a tractar cremades, un dels seus riscos laborals. S'ha utilitzat com a alternativa al paper higiènic. Les llavors són comestibles i a l'illa de Jersey reben els nom de "petit pains" o "little breads" (en català petits pans o panets).
M. arborea fou considerada un nutritiu aliment per als animals a la Gran Bretanya al segle xix i encara és usada com a pastura a Europa. Algunes fonts descriuen les fulles de M. arborea com a comestible, tot i que no tan saboroses com altres espècies comunes de malves, llevat que sigui tallada molt fina, eliminant la pilositat de les fulles.
M. arborea ha sigut a bastament cultivada en jardins britànics, mentre descrit en el llibre auto-editat del 1835 British Phaenogamous Botany, el qual va utilitzar el nom llavors comú Sea Tree-mallow: "Aquesta espècie es troba freqüentment en jardins, on, si es permet la seva dispersió per llavors, hi perviu durant molts anys successius, i sovint assolint una mida gran. Les plantes joves, com denota Sir J. E. Smith, de tant en tant sobreviuen un o dos hiverns suaus; però un cop ha florit mor."

Tot i que a vegades pot ocasionar detriments en l'hàbitat d'algunes aus marines, la gestió de M. arborea (mitjançant plantació i aclarida) s'ha emprat amb èxit per a crear refugis per al xatrac rosat, el qual requereix més cobertura que el xatrac comú per a impedir-ne la predació.